# جيم ليزلي
جيم ليزلي (بالإنجليزية: Jim Leslie) هو شخصية أعمال وصحفي أمريكي، ولد في 27 أكتوبر 1937، وتوفي في 9 يوليو 1976 في باتون روج في الولايات المتحدة.